# 제40회 백상예술대상
제40회 백상예술대상은 2004년 3월 26일에 열린 시상식이다.

## 수상 및 후보

### 영화 대상
- 실미도 - 강우석 수상

### 영화 작품상
- 태극기 휘날리며 - 강제규 수상

### 영화 감독상
- 올드보이 - 박찬욱 수상
- 실미도 - 강우석
- 태극기 휘날리며 - 강제규

### 영화 시나리오상
- 말죽거리 잔혹사 - 유하 수상

### 영화 신인감독상
- 4인용 식탁 - 이수연 수상
- 그녀를 믿지 마세요 - 배형준
- 미소 - 박경희

### 영화 남자최우수연기상
- 올드보이 - 최민식 수상
- 실미도 - 설경구
- 태극기 휘날리며 - 장동건
- 말죽거리 잔혹사 - 권상우

### 영화 여자최우수연기상
- 그녀를 믿지마세요 - 김하늘 수상
- 위대한 유산 - 김선아
- 스캔들 - 조선남녀상열지사 - 이미숙
- 미소 - 추상미

### 영화 남자신인연기상
- 스캔들 - 조선남녀상열지사 - 배용준 수상

### 영화 여자신인연기상
- 올드보이 - 윤진서 수상
- 올드보이 - 강혜정
- 말죽거리 잔혹사 - 한가인

### 영화부문 인기상
- 강동원 수상
- 권상우 수상
- 김선아 수상
- 한가인 수상

### TV 대상
- 완전한 사랑(SBS) - 김희애 수상

### TV 작품상(드라마)
- 꽃보다 아름다워(KBS) - KBS 수상

### TV 작품상(예능)
- 코미디하우스 - MBC 수상

### TV 작품상(교양)
- 환경의 역습 - SBS 수상

### TV 연출상
- 대장금 - 이병훈 수상
- 노란 손수건(KBS) - 김종창
- 발리에서 생긴 일 - 최문석

### TV 극본상
- 발리에서생긴일(SBS) - 김기호 수상

### TV 남자최우수연기상
- 발리에서생긴일(SBS) - 조인성 수상
- 옥탑방 고양이 - 김래원
- 다모 - 이서진
- 보디가드 - 차승원

### TV 여자최우수연기상
- 발리에서생긴일(SBS) - 하지원 수상
- 꽃보다 아름다워 - 고두심
- 완전한 사랑 - 김희애
- 대장금 - 이영애

### TV 남자신인연기상
- 다모 - 김민준 수상
- 상두야 학교 가자 - 비

### TV 여자신인연기상
- 낭랑18세(KBS) - 한지혜 수상
- 노란 손수건 - 한가인

### TV 남자예능상
- 해피투게더 - 김제동 수상
- 해피투게더 - 유재석

### TV 여자예능상
- 코미디하우스 - 조혜련 수상

### TV 신인연출상
- 다모 - 이재규 수상
- 꽃보다 아름다워 - 김철규
- 오픈드라마 남과 여(SBS) - 강신효

### TV부문 인기상
- 비 수상
- 소지섭 수상
- 양미경 수상
- 최지우 수상